# Harry von Arnim
Harry Karl Kurt Eduard, Conde von Arnim-Suckow (Pomerânia, 3 de outubro de 1824 — Nice, 19 de maio de 1881) foi um diplomata alemão.

## Biografia
Harry nasceu na propriedade Moitzelfitz na Província da Pomerânia, então Reino da Prússia. Foi criado por seu tio Heinrich von Arnim, que foi embaixador prussiano em Paris e ministro do Exterior em março de 1848, quando o Conde Arnim-Boytzenburg, com cuja filha Harry von Arnim posteriormente se casou, era primeiro-ministro. Harry von Arnim estudou Direito e entrou para o serviço diplomático. Depois de servir em alguns outros postos, foi nomeado embaixador junto ao Papa em 1864, e durante o Concílio Vaticano de 1869-1870, como embaixador do Confederação da Alemanha do Norte, com o apoio dos bispos alemães que se opuseram ao dogma da infalibilidade. Recebeu o título de conde em 1870, e no ano seguinte assumiu um papel de destaque nas negociações que antecederam o Tratado de Frankfurt.
Seu sucesso nas negociações do tratado foi suficiente para que recebesse uma nomeação como embaixador na França, em 1872, um posto de grande dificuldade e responsabilidade. As diferenças logo surgiram entre ele e Otto von Bismarck: Arnim quis apoiar o partido monárquico francês, que estava tentando derrubar Adolphe Thiers, já Bismarck ordenou-lhe para ficar distante de todos os partidos políticos da França. Arnim não deu a devida obediência às instruções de Bismarck como ele gostaria. Bismarck, porém, não pode fazer nada contra ele no momento, porque Arnim era muito estimado pela corte prussiana e o imperador depositava toda a confiança nele. Foi sondado pelo Partido Conservador, que tentava derrubar Bismarck, para ser o seu sucessor, e diz-se que estava fortemente ligado às intrigas da corte contra o chanceler.
Em 1874 Bismarck conseguiu a transferência de Armin para Constantinopla, mas esta nomeação foi imediatamente revogada. Um jornal de Viena publicou algumas correspondências do Concílio Vaticano I, incluindo despachos confidenciais de Arnim, com o objetivo de mostrar que ele tinha demonstrado ser mais precavido do que Bismarck. Foi então que se ficou sabendo que um número considerável de documentos haviam sido retirados da embaixada de Paris, e em 4 de outubro Arnim foi preso sob a acusação de desvio de documentos do Estado. Este recurso do direito penal contra um homem de sua posição, que ocupava um dos postos diplomáticos mais importantes, causou grande perplexidade. Sua defesa foi a de que os documentos não eram oficiais, e Arnim foi absolvido da acusação de peculato, mas condenado por demora no restabelecimento dos documentos oficiais e condenado a três meses de prisão. Na apelação do recurso a sentença foi aumentada para nove meses.
Arnim escapou da punição, permanecendo fora dos limites do Império Alemão, principalmente na Áustria. Em 1875 publicou anonimamente em Zurique um panfleto intitulado “Pro nihilo", no qual tentou mostrar que o ataque contra ele foi causado pelo ciúme pessoal de Bismarck. Por isso, foi acusado de traição, de insulto ao imperador, e difamação de Bismarck, e mesmo sem a sua presença foi condenado a cinco anos de trabalhos forçados. De seu exílio na Áustria, publicou mais dois panfletos sobre a política eclesiástica da Prússia, “Der Nunzius kommt!” (Viena, 1878), e “Quid faciamus nos?” (Viena, 1879). Fez repetidas tentativas, que foram apoiados por sua família, para ser autorizado a retornar à Alemanha, a fim de ter um novo julgamento relativo à acusação de traição. Seu pedido só foi aceito tempo depois que ele morreu em Nice, França.

## Legado
Em 1876 Bismarck conseguiu que fosse aprovada uma emenda ao código penal tornando crime, punível com pena de prisão ou multa de até £ 250, a divulgação de documentos oficiais, por parte de funcionário do Ministério das Relações Exteriores, ou por um emissário e de agir contrariamente as suas instruções. Estas cláusulas foram chamadas na Alemanha de "parágrafos Arnim".